# Hoya calycina
Hoya calycina is een plant uit de maagdenpalmfamilie (Apocynaceae).
De plant is afkomstig van het eiland Nieuw Guinea. Het is een snelgroeiende klimplant waarvan de ranken zich slingeren om andere planten en heesters. De plant heeft grote tegenover elkaar staande donkergroene lichtgeaderde bladeren. met een lengte tussen de 9 en 15 centimeter en breedte van 5 tot 8 centimeter. De stengels verhouten na enige tijd.
De bloeiwijze verschijnt in trossen bloemen. Deze hebben een witte bloemkroon met een lichtrood centrum achter de binnenkroon en zijn tot drie centimeter groot.. De bloemen produceren grote druppels zeer welriekende nectar en blijven tot tien dagen aan de bloemknop.